# عين بيطار
عين بيطار إحدى قرى الجمهورية التونسية، تقع في ولاية بنزرت.

### مواضيع ذات علاقة
- ولاية بنزرت.